# Le Trio
Cet article court présente un sujet plus développé dans : Andrew Wells, Jonathan Levinson et Warren Mears.
Le Trio est un groupe de personnages jouant le rôle des principaux adversaires de Buffy dans la saison 6 de la série télévisée Buffy contre les vampires. Il est composé de trois nerds qui unissent leurs forces dans le but de prendre le contrôle de Sunnydale : Warren Mears, leader officieux du Trio et spécialisé en robotique, Jonathan Levinson, spécialisé en sorcellerie et Andrew Wells dont la spécialité est l'invocation de démons. 
Au départ utilisé principalement par les scénaristes comme élément comique dont les plans farfelus échouent invariablement, le Trio prend une orientation plus sinistre au cours de l'épisode Esclave des sens (où ils essaient de persuader Buffy qu'elle est la cause de la mort de l'ex petite-amie de Warren alors que c'est ce dernier qui l'a tuée, après avoir tenté de la violer) et surtout dans l'épisode Rouge passion où Tara est tuée par une balle perdue tirée par Warren ce qui cause la transformation de Willow en Dark Willow. Celle-ci va alors mettre définitivement fin aux activités du Trio, écorchant vif et brûlant Warren, forçant Andrew et Jonathan à quitter le pays. Revenant à Sunnydale, Jonathan est plus tard tué par Andrew, sous l'influence de la Force, laissant Andrew comme le seul survivant.
Lors de la saison 1, un autre groupe de personnages se faisait appeler le Trio : il s'agissait de trois vampires couturés de cicatrices au service du Maître. Ayant échoué à tuer Buffy, ils furent eux-mêmes exécutés par Darla.